# Stadtwerke Tübingen
Die Stadtwerke Tübingen GmbH (swt) sind ein kommunales Versorgungsunternehmen für Strom, Erdgas, Trinkwasser, Fernwärme und Telekommunikation. Die swt sind Grundversorger der Haushalte und Betriebe der Universitätsstadt Tübingen und Region. Außerdem betreiben die swt auch die Tübinger Bäder sowie Parkhäuser. Sie organisieren den Busverkehr im Stadtgebiet und erbringen über ihre Tochtergesellschaft Stadtwerke Tübingen Verkehrsbetrieb GmbH auch Verkehrsleistungen. Das Unternehmen befindet sich zu 100 Prozent im Besitz der Universitätsstadt Tübingen.

## Geschichte

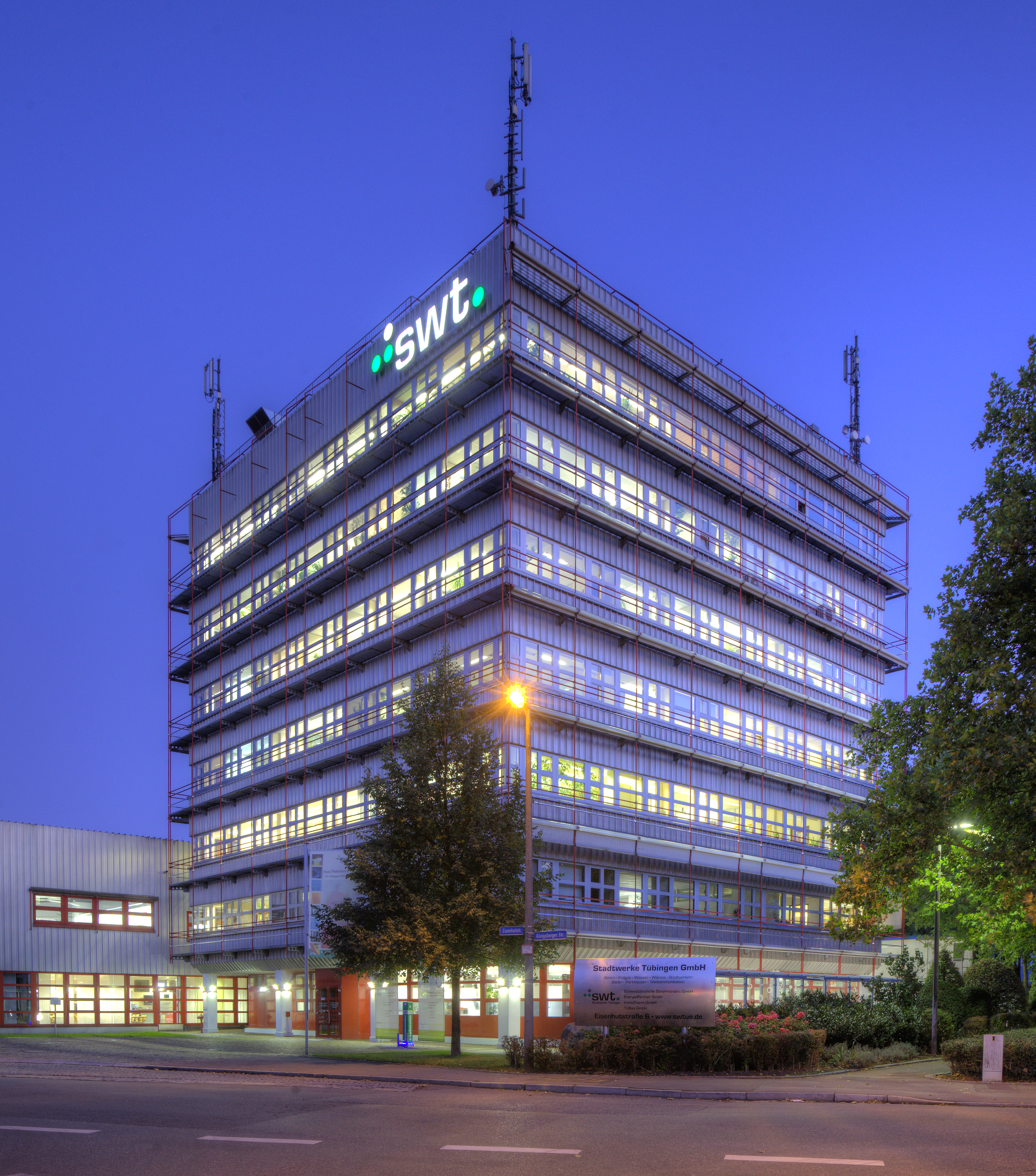
swt-Zentrale

1862 wurde das erste Gaswerk speziell für die Gasbeleuchtung gegründet. 1879 war die Einführung einer zentralen Wasserverteilung. 1902 entstand das erste Tübinger Elektrizitätswerk in der Nonnengasse.
1930 erfolgte die Zusammenlegung der verschiedenen Werke zum städtischen Eigenbetrieb Stadtwerke Tübingen. 1951 betrieben die swt auch die städtischen Bäder: das Freibad, das „Hallenbad Nord“ und das historische Hallenbad „Uhlandbad“.
1982 erfolgte die Umgründung aus dem städtischen Eigenbetrieb in eine Eigengesellschaft in Form einer GmbH. 1984 zogen die Stadtwerke Tübingen von der Nonnengasse in ein modernes Unternehmensgebäude in der Eisenhutstraße in der Tübinger Südstadt. 1986 folgte die Übernahme der Stromnetze von Bühl, Hagelloch, Hirschau, Kilchberg, Pfrondorf und Weilheim. Gemeinsam mit dem Land Baden-Württemberg wurde 1994 die Gemeinschaftskraftwerk Tübingen GmbH (GKT) gegründet und auf Kraft-Wärme-Kopplung (KWK) umgestellt. 1995 entstand in Kooperation mit den Busunternehmen Kocher und Schnaith die Stadtverkehr Tübingen GmbH (SVT).
1997 erfolgte eine Vereinigung der Parkhausgesellschaft Tübingen mbH mit den Stadtwerken Tübingen: Übernahme der drei Parkhäuser König, Stadtgraben und Metropol. 1998 wurde die Telekommunikationsgesellschaft TüNet GmbH als 100%ige Tochtergesellschaft gegründet.

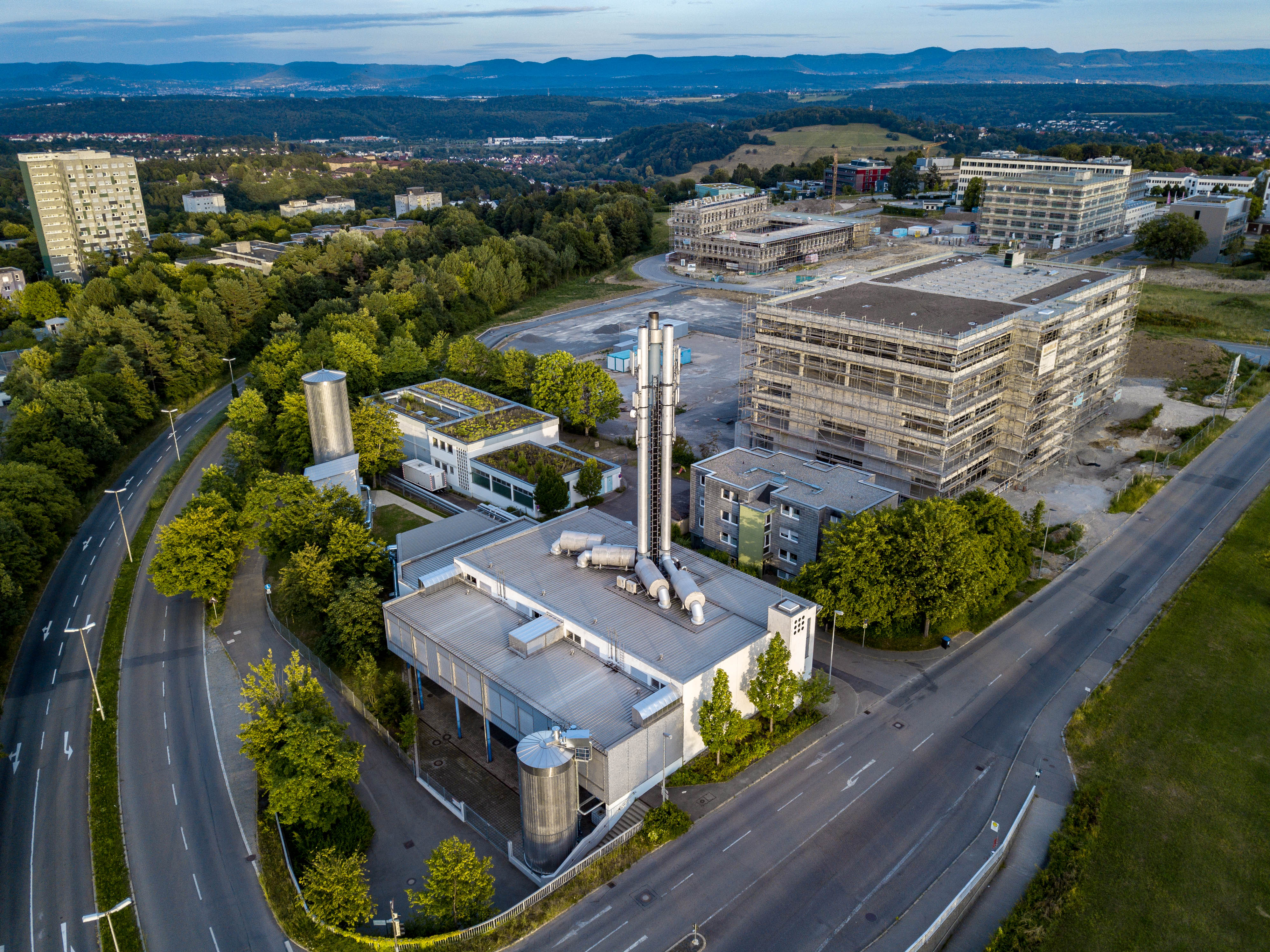
Blockheizkraftwerk Obere Viehweide in Tübingen

1999 wurde gemeinsam mit 30 weiteren Stadtwerken die Südwestdeutsche Stromhandels GmbH (SWS) gegründet. Im selben Jahr wurde das Blockheizkraftwerk (BHKW) Obere Viehweide gebaut. 2000 gründeten die Stadtwerke Tübingen mit fünf weiteren Stadtwerken in Baden-Württemberg die EnergiePartner Süd GmbH. 2001 gründeten die Stadtwerke gemeinsam mit den Technischen Werken Friedrichshafen und dem Siedlungswerk Stuttgart die ImmoTherm GmbH. 2003 wurde Bebenhausen an das Tübinger Wassernetz angeschlossen. 2004 wurde die Erdgasversorgung in Pfrondorf in Betrieb genommen. 2005 gründeten die Stadtwerke gemeinsam mit anderen Unternehmen der Energieversorgungsbranche die KommunalPartner Süd Beteiligungsgesellschaft mbH & Co. KG und die SüdWestStrom Kraftwerksbeteiligungs GmbH. 2006 wurden die beiden Tochtergesellschaften Stadtverkehr Tübingen GmbH und TüNet GmbH als Betriebszweige in die Stadtwerke Tübingen integriert. Die swt erhielten die Stromkonzession in Unterjesingen und nahmen die Erdgashochdruckleitung zwischen Tübingen, Herrenberg und Rottenburg – ein Gemeinschaftsprojekt der drei Städte und ihrer Stadtwerke – in Betrieb. 2007 vergab die Gemeinde Ammerbuch nach der Gaskonzession auch die Stromkonzession an die swt. In Waldenbuch eröffneten die swt das erste swt-Kundenberatungsbüro außerhalb Tübingens.
2009 mit der Netzübernahme in Ammerbuch, Dettenhausen und Waldenbuch wuchs das Stromnetz der swt um ca. 50 %. Die Gesellschaft Gemeindewerke Ammerbuch nahm ihre Arbeit auf. Gemeinsam mit den Volksbanken Tübingen und Ammerbuch wurde die Bürger-Energie Tübingen e.G. gegründet. Die swt beteiligten sich am Nordsee-Windpark BARD Offshore 1. Gemeinsam mit der Stadt Horb gründeten die swt die Energie Horb am Neckar.
2010 gründeten die swt mit der TüBus GmbH eine eigene Busbetriebsgesellschaft, die ab 2011 über die Hälfte des Tübinger Stadtverkehrsangebots erbringen sollte. Auslöser für diese Änderung war die EU-Verordnung 1370/2007. Die swt nahmen ihr erstes E-Mobil und die erste E-Ladestation an der Eisenhutstraße in Betrieb. Das Erweiterungsgebäude im Eisenhut wurde fertiggestellt.

## Sparten

### TüStrom
Den Großteil ihres Strombedarfs beziehen die swt über die Südwestdeutsche Stromhandels GmbH, ein Gemeinschaftsunternehmen zahlreicher Stadt- und Gemeindewerke aus Süddeutschland. Bis zum Jahr 2020 möchten die swt den Tübinger Strombedarf zur Hälfte selbst aus erneuerbaren Energien wie Wind, Wasser und Sonne erzeugen.
Nach § 42 EnWG zur Stromkennzeichnung sind alle Energieversorgungsunternehmen in Deutschland verpflichtet, die Herkunft des von ihnen gelieferten Stroms anzugeben. Die Stadtwerke Tübingen veröffentlichten für das Jahr 2015 folgende Werte (dazu Vergleichswerte von 2012 und 2013):
| Stromkennzeichnung                            | Strommix Deutschland 2012 | Strommix TüStrom 2012 | Strommix Deutschland 2013 | Strommix TüStrom 2013 | Strommix Deutschland 2015 | Strommix TüStrom 2015 |
| --------------------------------------------- | ------------------------- | --------------------- | ------------------------- | --------------------- | ------------------------- | --------------------- |
| Erneuerbare Energien (gefördert nach dem EEG) | 20,8 %                    | 29,4 %                | 21,9 %                    | 32,5 %                | 28,7 %                    | 44,4 %                |
| sonstige Erneuerbare Energien                 | 3,5 %                     | 7,0 %                 | 4,0 %                     | 7,6 %                 | 3,1 %                     | 20,4 %                |
| Kernenergie                                   | 17,1 %                    | 10,8 %                | 16,6 %                    | 8,1 %                 | 15,4 %                    | 5,3 %                 |
| Kohle                                         | 45,6 %                    | 37,1 %                | 46,4 %                    | 37,8 %                | 43,8 %                    | 19,4 %                |
| Erdgas                                        | 9,8 %                     | 12,5 %                | 8,1 %                     | 12,0 %                | 6,5 %                     | 9,6 %                 |
| sonstige Fossile Energieträger                | 3,2 %                     | 3,2 %                 | 3,0 %                     | 2,0 %                 | 2,5 %                     | 0,9 %                 |
| Radioaktiver Abfall (mg/kWh)                  | 0,5                       | 0,3                   | 0,4                       | 0,2                   | 0,4                       | 0,1                   |
| CO2-Emissionen (g/kWh)                        | 522                       | 463                   | 511                       | 441                   | 476                       | 237                   |

Kraft-Wärme-Kopplung
Der größte Teil der Stromerzeugung aus Erdgas stammt aus Anlagen mit Kraft-Wärme-Kopplung (KWK) in denen die bei der Stromerzeugung anfallende Wärme nicht als Abwärme an die Umwelt abgeben, sondern für die Fernwärmeversorgung genutzt wird.
Erneuerbare Energien
Ein wichtiger erneuerbare Energieträger für die swt ist die Wasserkraft. In Wasserkraftwerken am Neckar wird schon seit Beginn des 20. Jahrhunderts Strom erzeugt. Das Flusskraftwerk der Energie Horb am Neckar, an der die swt zur Hälfte beteiligt sind, produziert rund 2,3 Mio. Kilowattstunden pro Jahr an Strom aus Wasserkraft. Dies reicht aus, um etwa 600 Vier-Personen-Haushalte zu versorgen.
Darüber hinaus betreiben die swt mehrere Fotovoltaikanlagen im Stadtgebiet und der Region. Die Stadtwerke Tübingen investieren in Wind- und Solarparks und versorgen über 12.000 Kunden mit Ökostrom.
| Stromproduktion und CO2-Einsparung 2015                          | Stromproduktion | CO2-Einsparung |
| ---------------------------------------------------------------- | --------------- | -------------- |
| Durch Kraft-Wärme-Kopplung inkl. Gemeinschaftskraftwerk Tübingen | 77,0 Mio. kWh   | 36.652 t       |
| Laufwasserkraftwerke                                             | 10,0 Mio. kWh   | 4.760 t        |
| Fotovoltaikanlagen                                               | 36,6 Mio. kWh   | 17.422 t       |
| Wasserkraft durch Entspannungsturbinen (in Trinkwasserbehältern) | 1,2 Mio. kWh    | 571 t          |
| Wind                                                             | 70,2 Mio. kWh   | 33.415 t       |
| Gesamt                                                           | 195,0 Mio. kWh  | 92.820 t       |

### TüGas
Haushalte, Gewerbe- und Industriekunden werden von den swt mit Erdgas versorgt. Fast das gesamte Tübinger Stadtgebiet und die meisten Stadtteile sind an die Erdgasversorgung angeschlossen.

### TüWasser
75 % des Tübinger Trinkwassers kommen aus dem Bodensee, 25 % fördern die swt mit eigenen Brunnen aus dem Grundwasserkörper des Neckartals. Im Mischbehälter auf dem Sand werden Bodensee- und Eigenwasser gemischt, um einen Härtegrad von rund 14 °dH (Grad deutsche Härte) zu erreichen. Von hier aus werden sowohl die Kernstadt als auch die meisten Stadtteile mit Trinkwasser versorgt. Tübingen ist seit der Gründung 1954 Mitglied der Bodensee-Wasserversorgung.
Die Ortsteile Unterjesingen, Hagelloch, Hirschau und Bühl werden von den Stadtwerken mit Wasser der Ammertal-Schönbuchgruppe beliefert; Pfrondorf und Herrlesberg erhalten reines Bodenseewasser. Das Tübinger Trinkwasser liegt im mittleren Härtebereich II.
Etwa fünf Millionen Kubikmeter Wasser fließen jährlich durch das Tübinger Wassernetz.

### TüWärme
Die Stadtwerke Tübingen betreiben mit Erdgas betriebene Blockheizkraftwerke, die durch die gleichzeitige Erzeugung von Strom und Wärme einen hohen Wirkungsgrad erzielen. Den Anteil der Kraft-Wärme-Kopplung an der Stromerzeugung haben die swt durch den Bau von Blockheizkraftwerken gesteigert.

### TüNet
Der Bereich Telekommunikation/TüNet der Stadtwerke bietet Datenleitungen, Telefonie, Internetdienstleitungen und Serverhousing für Geschäftskunden an. Die TüNet arbeitet dabei hauptsächlich mit Glasfasertechnik mit hohen Bandbreiten – aber auch mit Kupfer- und Funkanbindungen.

### TüBus
Seit den 2000er Jahren organisieren die swt zusammen mit Partnern den Nahverkehr in und um Tübingen.
1995 wurde der Tübinger Stadtverkehr aus der unmittelbaren städtischen Regie entlassen und der SVT – als Stadtverkehr Tübingen GmbH – gegründet. Neben den Stadtwerken Tübingen GmbH waren die Busunternehmen Kocher und Schnaith an der Gesellschaft beteiligt. Der SVT gehört dem 2001 gegründeten Verkehrsverbund Neckar-Alb-Donau GmbH (naldo) an. Zum Jahr 2006 wurde die GmbH aufgelöst und als Betriebszweig in die Stadtwerke Tübingen GmbH integriert.
Den überwiegenden Teil der Verkehrsleistungen in Tübingen erbringt seit dem 1. Januar 2011 die Stadtwerke Tübingen Verkehrsbetrieb GmbH, eine Tochtergesellschaft der Stadtwerke Tübingen. Insgesamt sind für den TüBus 67 Linienbusse im Einsatz.

### TüBäder
Die swt betreiben ein Freibad und zwei Hallenbäder: das Uhlandbad in der Innenstadt und das Hallenbad Nord auf Waldhäuser Ost.
Freibad

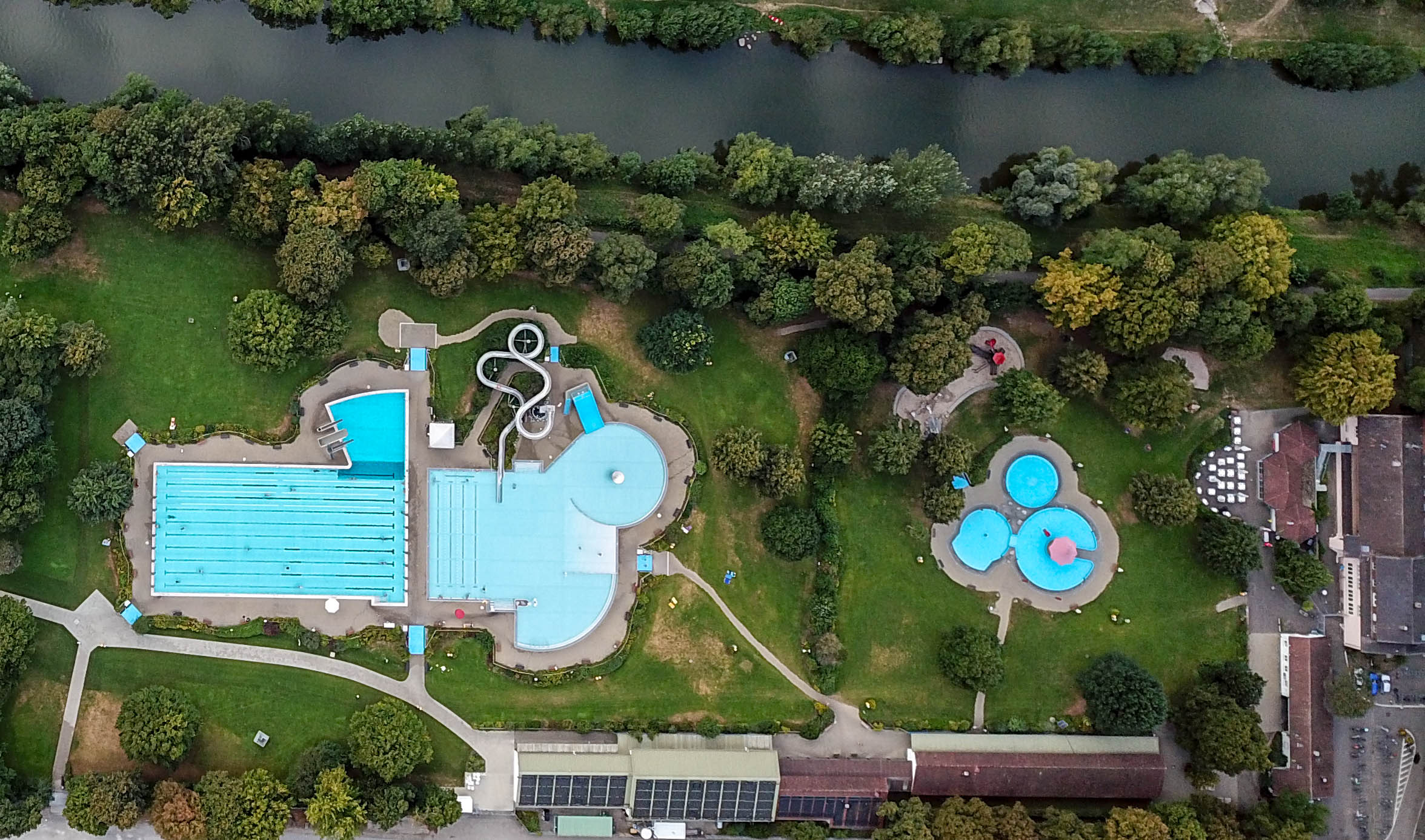
Freibad aus der Luft

Das Tübinger Freibad ist am westlichen Stadtrand im Neckartal gelegen. In den 1990er Jahren wurde es modernisiert. Das Tübinger Freibad verfügt über eine Solarthermieanlage mit einer Gesamtfläche von ca. 470 m². Die Absorber der Solarthermie-Anlage sind auf den Dächern der Betriebsgebäude installiert. Mit der so gewonnenen Wärme werden das Kinderplanschbecken und die Schwimmbecken beheizt. Durch die Solarthermieanlage werden pro Jahr rund 16.000 Kubikmeter Erdgas eingespart, die bei gleich hoher Wärmeerzeugung sonst für den Betrieb eines herkömmlichen Gasbrennwertkessel anfallen würden.

### TüParken
Die swt betreiben die öffentlichen Parkhäuser Metropol, Altstadt-König, Altstadt-Mitte und das Neckar-Parkhaus im Bereich der Innenstadt.
In der Südstadt betreiben die swt zwei für Anwohner bestimmte Parkhäuser, die sowohl über konventionelle Stellplätze als auch über einen vollautomatischen Teil verfügen.

## Beteiligungen
Die traditionellen Geschäftsaktivitäten wurden durch Unternehmensbeteiligungen und -gründungen in den Bereichen Energievertrieb, -erzeugung, und -dienstleistungen sowie Trinkwasserversorgung und Nahverkehr ergänzt.

### Südwestdeutsche Stromhandels GmbH
Die Südwestdeutsche Stromhandels GmbH (SWS), ein Gemeinschaftsunternehmen zahlreicher süddeutscher Stadt- und Gemeindewerke, bietet Dienstleistungen im Bereich der Strom- und Erdgasversorgung für Stadtwerke an. Das Angebot reicht von der Beschaffung über Bilanzkreis- und Energiedatenmanagement hin zur Vollversorgung zu Festpreisen und Portfoliomanagement.

### EnergiePartner GmbH
Die EnergiePartner GmbH ist ein Verbund von sechs Stadtwerken aus Baden-Württemberg, der gemeinsam innovative Energiedienstleistungen entwickelt.

### KommunalPartner Beteiligungsgesellschaft mbH & Co. KG
Die KommunalPartner Beteiligungsgesellschaft mbH & Co. KG, ebenfalls ein Kooperationsunternehmen von sechs Stadtwerken in Baden-Württemberg, unterstützt kleine und mittlere Stadtwerke im Wettbewerb durch Kapitalbeteiligung und Know how-Transfer. Ziel ist es, Konzepte zur Weiterentwicklung von Versorgungsunternehmen zu erarbeiten, deren Wert zu steigern und sie im Wettbewerb zu stärken.

### ImmoTherm GmbH
Die ImmoTherm GmbH entwickelt modulare Konzepte im Energiecontracting. Der Schwerpunkt liegt dabei in der Verwendung neuer, regenerativer Energien wie Sonne, Holz und Geothermie. Neben den swt ist das Stadtwerk am See, Friedrichshafen sowie das Stuttgarter Siedlungswerk an dem Unternehmen beteiligt.

### Ecowerk GmbH

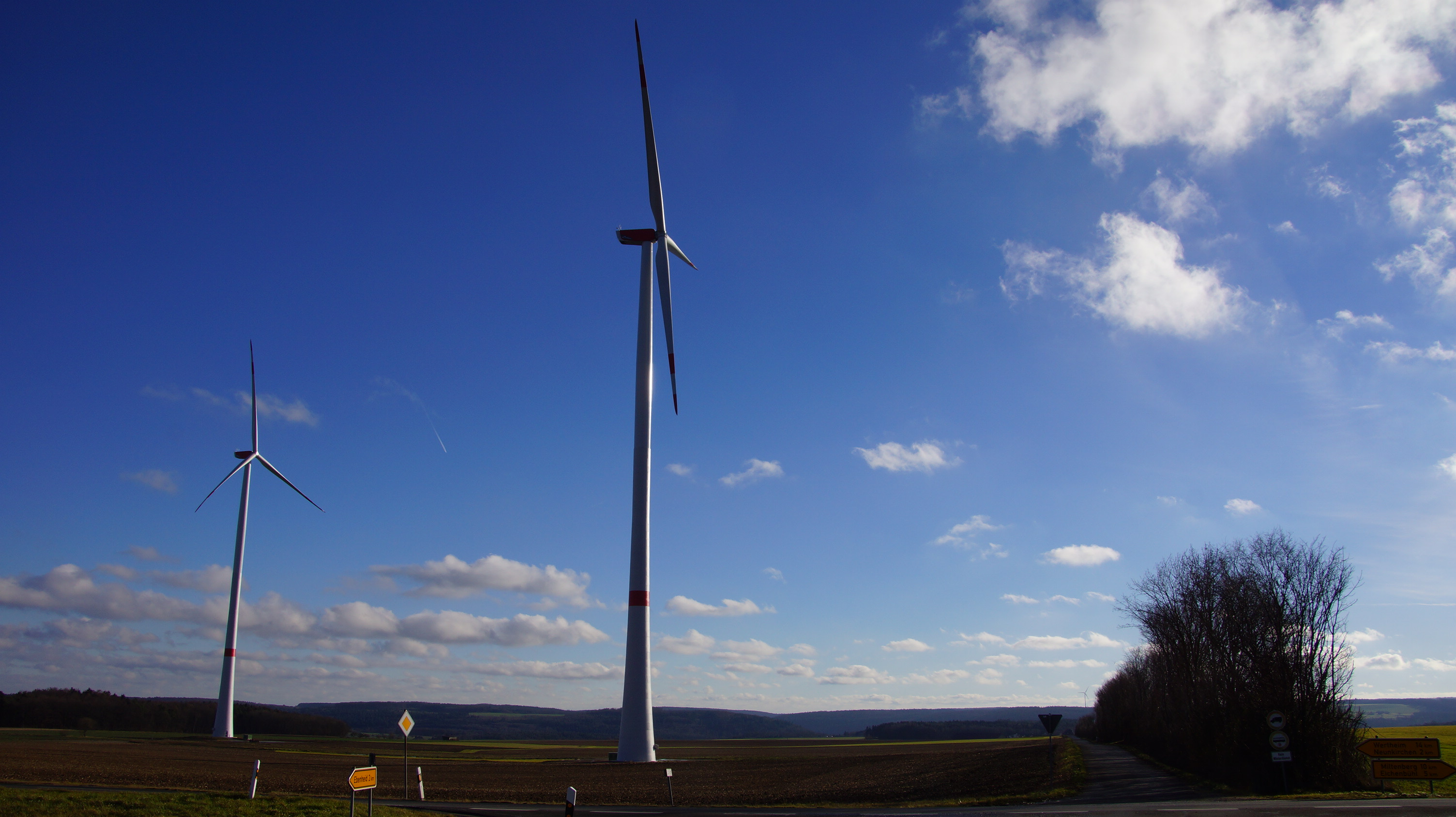
Windpark Neunkirchen

Die Ecowerk GmbH ist ein Tochterunternehmen der Stadtwerke Tübingen für den Ausbau der erneuerbaren Energien, fördert und realisiert Projekte wie Windparks.